# Иван Ястребов
Иван Степанович Ястребов (на руски: Иван Степанович Ястребов) е руски историк, етнограф и дипломат, генерален консул в Призрен и Солун, известен с антибългарската си дейност.

## Биография
Ястребов е роден на 27 януари (8 февруари нов стил) 1839 година в Громушка, днес квартал на Мичуринск, Русия в семейството на свещеника Степан Ястребов. По желание на баща си Иван заминава да учи в Астраханската духовна семинария, а след това в 1864 година завършва курса на Казанската духовна академия, получавайки степен „кандидат“. Научава класическите езици, арабски, турски език, а след това свободно използва гръцки, сръбски, български и албански език.
След това обаче Иван Ястребов се отказва от идеята да стане свещеник и постъпва в Учебното отделение за източни езици при Азиатския департамент на Министерството на външните работи, който отдел се занимава с Източния въпрос. Там завършва курс на обучение.

Заминава като руски дипломат на Балканите. Назначен е за секретар в руското посолство в Цариград на 1 януари 1866 година, където работи с Николай Игнатиев. От 1 януари на следващата 1867 година Ястребов е секретар на руския консул в град Шкодра. От 1 април 1870 до август 1874 е вицеконсул в Призрен. Става консул в Шкодра от август 1874 до август 1875 година. През юли 1879 година Ястребов става консул в Призрен, където се сприятелява със сръбския политик Стоян Новакович. Свидетелство за приятелството им са обнародваните писма, в които се говори и за Македонския въпрос. В тях Ястрбов изказва мнението, че Сърбия трябва:
| „ | ...да даде по-голям отпор срещу българската политика в Македония. | “ |

Българският общественик Васил Икономов се запознава с руския призренски консул Иван Ястребов и му дава много от записките си върху народните обичаи и песни от Дебърско, които са публикувани в Ястребовия сборник в 1886 година.
Ястребов е генерален консул в Солун от 1886 до 1894 година. Там Ястребов насочва антибългарската си дейност в две насоки - подкрепа за сръбската пропаганда в Македония и защита на Цариградската патриаршия срещу претенциите на Българската екзархия. Пише съчинения, в които се опитва да докаже, че македонците не са българи, а сърби. Тази именно теза поддържа Ястребовият сборник „Обычаи и песни турецких сербов“, който издава в 1886 година в Петроград. Тази книга е един от първите трудове в руската наука, които са откровено антибългарски. В отговор професор Марин Дринов публикува статията „Несколько слов об езыке, народных песнях и обычаях дебрских славян“, която е аргументирана и сериозна критика на Ястребовия сборник „Обычаи и песни турецких сербов“. По повод тази полемика видният езиковед професор Степан Михайлович Кулбакин пише:
| „ | Това несъмнено тенденциозно и неоснователно твърдение на Ястребов, поддържано от някои благожелателни рецензенти на неговия сборник, като Николски, намери у М. С-ча (Дринов) сериозен, но заедно с това и спокоен критик, който без всякаква мъка доказа, че нито в езика на дебърчаните, нито в техните обичаи, нито в техните идеи има нещо специфически сръбско. | “ |

Иван Ястребов умира в Солун, завещавайки цялото си имущество и личната си библиотека на сръбската семинария в Призрен. По негово желание е погребан сред сърбите в православното гробище на Солун. Награден е за заслугите си с ордените „Свети Станислав“ II степен, „Света Анна“ II степен, и „Свети Владимир“ III и IV степен.